# نزاع إيتوري

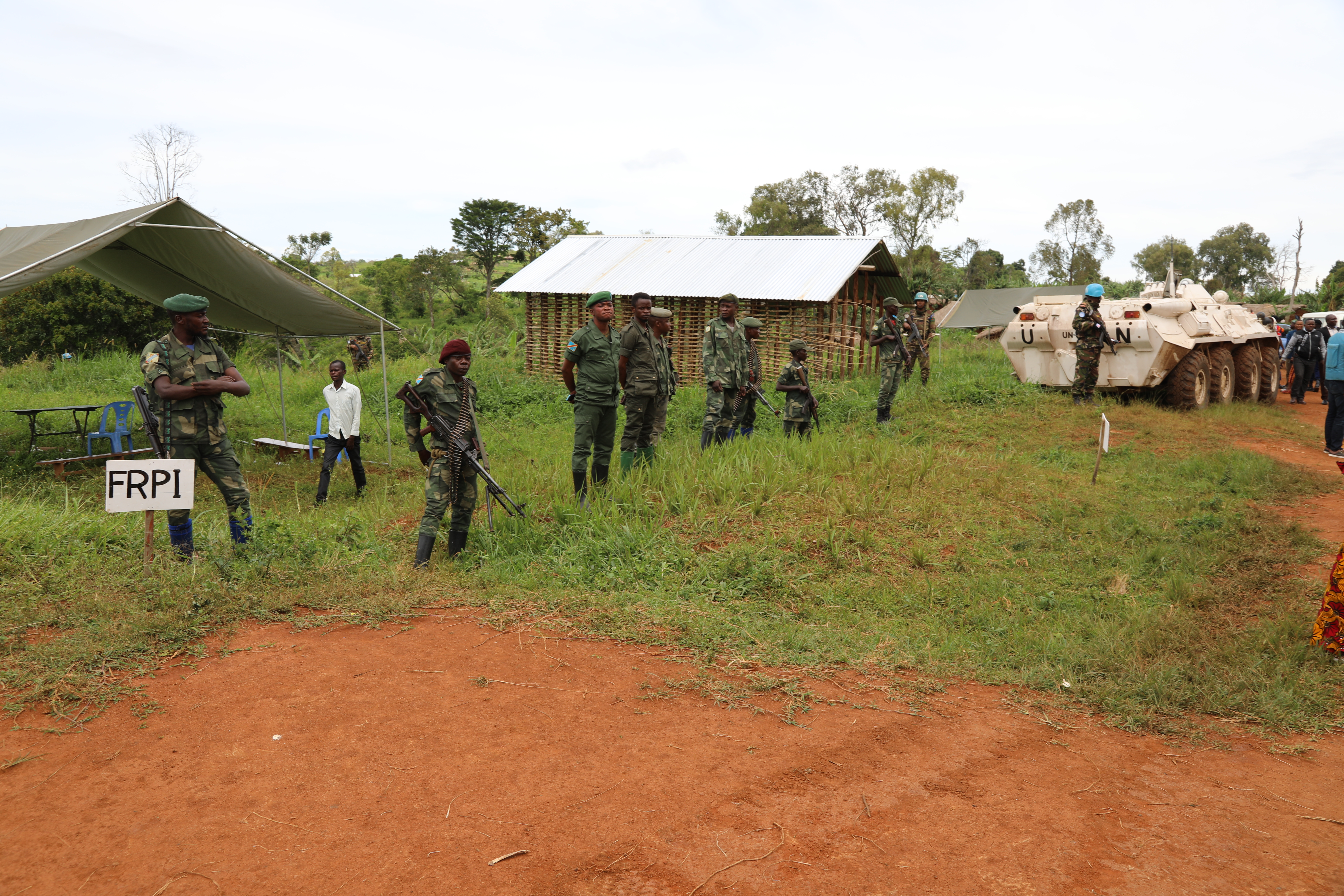
جبهة المقاومة الوطنية في إيتوري

نزاع إيتوري (بالفرنسية: Guerre d'Ituri) هو نزاع كبير بين الجماعات الإثنية من قبيلة الليندو الزراعية وقبيلة الهيما الرعوية في منطقة إيتوري شمال شرق جمهورية الكونغو الديمقراطية. تشير تسمية «نزاع إيتوري» إلى فترة العنف الشديد بين الجماعتين في الفترة بين عامي 1999 و2003. رغم بدء القتال بينهما منذ أوائل عام 1972. لا يزال النزاع المسلح مستمرًا إلى يومنا هذا.
اندلع النزاع بسبب حرب الكونغو الثانية، التي أدت إلى زيادة الوعي العرقي، وإمدادات كبيرة من الأسلحة الصغيرة، وتشكيل جماعات مسلحة مختلفة. تتضمن العوامل القديمة النزاعات على الأراضي واستخراج الموارد الطبيعية والتوترات الإثنية القائمة في جميع أنحاء المنطقة. مثلت جماعة الجبهة القومية والتكاملية إثنية الليندو إلى حد كبير، في حين ادعى اتحاد الوطنيين الكونغوليين أنه يقاتل من أجل الهيما.
كان النزاع عنيفًا للغاية. ارتكب أفراد كلا الفصيلين الإثنيين مذابح كبيرة. أفادت هيئة الإذاعة البريطانية، في عام 2006، بأن نحو 60,000 شخص لقوا حتفهم في إيتوري منذ عام 1998. ذكرت منظمة أطباء بلا حدود «أدى الصراع الدائر في إيتوري، جمهورية الكونغو الديمقراطية، إلى مقتل أكثر من 50,000 شخص، وتشريد أكثر من 500,000 مدني، واستمرار ارتفاع معدلات الوفيات بشكل غير مقبول منذ عام 1999». اضطر مئات الآلاف من الناس إلى ترك ديارهم وتحولوا إلى لاجئين.
بدأ الاتحاد الأوروبي، في يونيو 2003، عملية أرتميس، فأرسل قوة لحفظ السلام بقيادة فرنسية إلى إيتوري. تمكنت قوة الاتحاد الأوروبي من السيطرة على العاصمة الإقليمية بونيا. استمر القتال والمذابح، على الرغم من ذلك، في الريف. انقسم اتحاد الوطنيين الكونغوليين المدعوم من الهيما، في ديسمبر 2003، وانخفض القتال بدرجة كبيرة.
أُشعلت من جديد، في ديسمبر 2017، النزاعات على الأرض بين «رعاة الهيما ومزارعي الليندو»، التي كانت قد خمدت لفترة طويلة، ما أسفر عن موجة من المجازر دُمرت فيها قرى بأكملها من الهيما وأُصيب فيها أكثر من مائة شخص. فر عشرات الآلاف إلى أوغندا. في حين توقفت المذابح التي ارتكبتها ميليشيات الليندو في منتصف مارس 2018، استمرت عمليات «إتلاف المحاصيل والاختطاف والقتل». قدرت الأمم المتحدة أن 120 قرية من قرى الهيما تعرضت لهجوم شنته ميليشيات الليندو في الفترة منذ ديسمبر 2017 إلى أغسطس 2018.

## خلفية

### نزاع الليندو والهيما
يُعزى التوتر الإثني بين قبائل الليندو والهيما إلى الفترة الاستعمارية عندما كانت المنطقة جزءًا من الكونغو البلجيكية. حابى الإداريون الإستعماريون البلجيكيون الهيما الرعاة، ما أدى إلى تفاوت في التعليم والثروة بين الجماعتين. استمر هذا الاختلاف في العصر الحديث. عاش الشعبان، رغم ذلك، جنبًا إلى جنب في سلام، وتزاوجا من بعضهما البعض على نطاق كبير. يتحدث الهيما الجنوبيون لغتهم الخاصة، في حين يتحدث الهيما الشماليون لغة الليندو.
لدى قبيلتي الهيما والليندو شكاوى قديمة بشأن قضايا الأرض كانت قد تفجرت إلى نزاع في ثلاث مناسبات سابقة على الأقل: 1972 و1985 و1996. يدور قدر كبير من العداء حول قانون استخدام الأراضي لعام 1973، الذي يسمح للناس بشراء أراضي لا يسكنونها، وإذا لم يُتنازع على ملكيتهم لمدة عامين، يُطرد أي ساكن من الأرض. استخدم بعض أثرياء الهيما هذا القانون لإجبار الليندو على ترك أراضيهم، ما أدى إلى تزايد الشعور بالاستياء.

### التدخل الأوغندي
تسببت الإبادة الجماعية في رواندا عام 1994 في حدوث صدمة نفسية بجميع أنحاء منطقة البحيرات العظمى الأفريقية. أدى مقتل 800,000 شخص على أساس إثني إلى زيادة وعي الناس بانتماءاتهم الإثنية واللغوية. كان التوافد اللاحق للاجئين الهوتو في المنطقة، والذي أدى إلى حرب الكونغو الأولى، بمثابة مزيد من التأكيد. لم يصل الوضع بين الهيما والليندو، رغم ذلك، إلى مستوى الصراع الإقليمي إلا بعد حرب الكونغو الثانية التي بدأت عام 1998. احتلت قوات الدفاع الشعبي الأوغندية الغازية وفصيل كيسنغاني المدعوم من أوغندا التابع لحزب التجمع الكونغولي من أجل الديمقراطية، تحت قيادة إرنست وامبا ديا وامبا، جزءًا كبيرًا من شمال جمهورية الكونغو الديمقراطية، بما في ذلك محافظة أوريونتال (التي تُعد إيتوري جزءًا منها). اقترن هذا الصراع، واسع النطاق، بتدفق كبير للبنادق الهجومية وغيرها من الأسلحة النارية.

## نزاع إيتوري 1999-2003

### انقسام قوات الدفاع الشعبية الأوغندية عن مقاطعة إيتوري (يونيو 1999)
أنشأ جيمس كازيني، قائد قوات الدفاع الشعبي الأوغندية في جمهورية الكونغو الديمقراطية، محافظة إيتوري الجديدة، شرق محافظة أوريونتال، في يونيو 1999، بسبب احتجاجات قيادة فصيل كيسنغاني. عين جيمس كازيني بعد ذلك حاكمًا من الهيما. يبدو أن ذلك أقنع الليندو بأن أوغندا وفصيل كيسنغاني يدعمان الهيما ضدهم، ومن ثم اندلع العنف بين الجماعتين، ما أسفر عن مذبحة بلكوا التي ذبحت فيها ميليشيات الليندو أكثر من 400 شخص من الهيما. لم تفعل قوات الدفاع الشعبية الأوغندية الكثير لوقف القتال ولكنها ساعدت الهيما في بعض الأحيان. بيد أنه رغم اشتداد القتال واصلت قوات الدفاع الشعبية الأوغندية تدريب كل من الهيما والليندو. تشير التقارير إلى أن المتدربين من الليندو رفضوا الانضمام إلى فصيل كيسنغاني، وأنشأوا بدلًا من ذلك ميليشيات إثنية.

### الوقف المؤقت للأعمال العدائية (1999-2001)
لم يهدأ القتال حتى عين فصيل كيسنغاني بديلًا محايدًا لرئاسة حكومة المحافظة في أواخر عام 1999. شُرد، في الأشهر السابقة، ما يقرب من 200,000 شخص من منازلهم، وقُتل 7000 في القتال. تُوفي عدد غير معروف نتيجة الأمراض المرتبطة بالنزاع وسوء التغذية، ولكن سُجلت معدلات وفيات تصل إلى 15% خلال تفشيين للحصبة في المناطق المتضررة.

### تجدد القتال (2001-2003)
اندلع القتال مرة أخرى في عام 2001 بعد أن استعاضت قوات الدفاع الشعبي الأوغندية عن الحاكم المحايد بتعيين حاكم من الهيما. نُقل حاكم فصيل كيسنغاني المعين إلى كمبالا واحتجزته الحكومة الأوغندية دون تفسير. في هذه الفترة، أدى صراع داخلي على السلطة، في صفوف فصيل كيسنغاني، لانقسام التنظيم إلى فصيل كيسانغاني بقيادة إرنست وامبا ديا وامبا، وحركة التحرير بقيادة مبوسا نيامويسي، التي كانت تضم قيادات بارزة من الهيما. عاد وامبا ديا وامبا إلى بونيا للتنديد باقتراح دمج مجموعات المتمردين الثلاث الرئيسية التي تدعمها أوغندا، وهي فصيل كيسانغاني وحركة التحرير التابعان لحزب التجمع الكونغولي من أجل الديمقراطية، وحركة تحرير الكونغو، باعتباره تسلطًا أوغنديًا. يُعد الانهيار السريع لقاعدة وامبا ديا وامبا العسكرية، دون دعم أوغندي، نتيجة مباشرة لما يُتصور أنه موقف موالي لليندو.